# Servilio
Servilio leefde rond 570. Er bestaat over hem een twaalfdelig grafschrift van de dichter Venantius Fortunatus. Dit grafschrift is waarschijnlijk ontstaan tussen 565 en 576. Servilio was mogelijk hofmeier onder koning Sigibert I (561-575) maar dat is niet met zekerheid vast te stellen.

## Beknopte bibliografie
- K.H. Haar, Studien zur Entstehungs- und Entwicklungsgeschichte des Fränkischen Maior Domus-Amts, Augsburg, 1968, pp. 58-61.
- K. Selle-Hosbach, Prosopographie Merowingischer Amtsträger in der zeit von 511-613, Bonn, 1974, p. 154.